# Глинне (Дрогобицький район)
Гли́нне — село Дрогобицького району Львівської області.

## Географія
Село розташоване на правому березі річки Трудниця на південь від села Биків, з яким сполучене дорогою. З трьох сторін оточене Броницьким лісом.
Належить до Бистрицького старостинського округу Дрогобицької громади Дрогобицького району Львівської області.
Станом на 2012 рік Глинне у межах забудови займає площу 30,6 га або 0,31 км². З урахуванням приналежних полів, лісів тощо - 77,14га або 0,77 км².
Адміністративно у склад села входять два хутори - Тожів та Котички, що розташовані за 1,3 км на схід від центру села.
Станом на 01.01.2015 р. у селі наявно 34 двори.
Населення становить 40 ос. (2015 р.)

## Походження назви
Перша документальна згадка про поселення лише у 1855 р. - Glinne.
У назві відображено особливість самого поселення або місцевості, на якій цей населений пункт був локалізувався. Ойконім утворено внаслідок субстантивації прикметника 'глинне'. (Взято з: Віра Котович. Походження назв населених пунктів Дрогобиччини (наукові версії). - Дрогобич: Посвіт, 2012. С. 29)

## Церква
В Глинному є дерев'яна церква-каплиця Непорочного Зачаття Пр. Богородиці 1876 [Архівовано 18 червня 2020 у Wayback Machine.]